# Ognica (Gmina Widuchowa)
Ognica (deutsch Nipperwiese) ist ein Dorf in der polnischen Woiwodschaft Westpommern. Es gehört zur Gmina Widuchowa (Landgemeinde Fiddichow) im Powiat Gryfiński (Greifenhagener Kreis).

## Geographische Lage
Das Dorf liegt in Hinterpommern, etwa 40 Kilometer südlich von Stettin am rechten Ufer der Oder, die die Staatsgrenze zwischen Polen und Deutschland bildet. Etwa 6 Kilometer westlich auf der deutschen Seite liegt die Stadt Schwedt/Oder an der Hohensaaten-Friedrichsthaler Wasserstraße. Zwischen dieser Wasserstraße und der Oder verläuft die Schwedter Querfahrt, früher Nipperwieser Querfahrt genannt.

## Geschichte

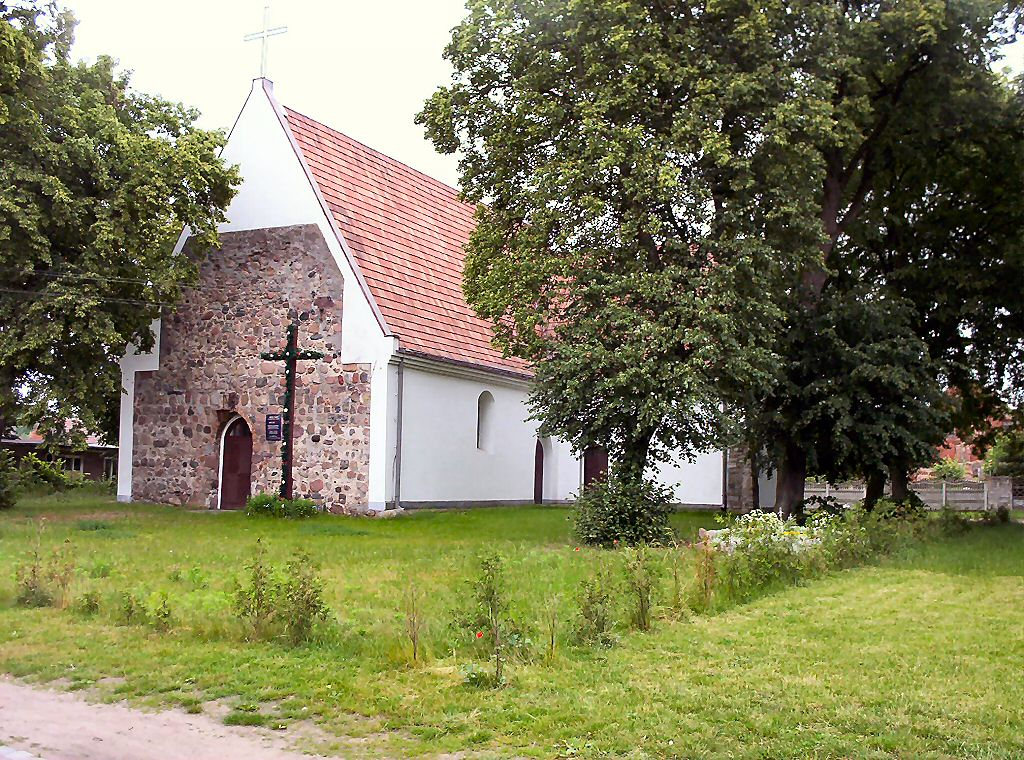
Dorfkirche, bis 1945 Gotteshaus der evangelischen Gemeinde Nipperwiese (Aufnahme 2004)

Im Jahre 1373 wurde in Nipperwiese die St.-Katharinen-Kirche durch Bischof Philipp von Cammin geweiht. Im 19. Jahrhundert gehörten Dorf und Vorwerk Nipperwiese zur Herrschaft Wildenbruch im Rentamtsbezirk Schwedt; das Vorwerk Nipperwiese wurde 1811 vererbpachtet an den Amtmann Wilhelm Behrendt, später an den Gutsbesitzer Zierold in Klein Zarnow.
Vor 1945 bildete Nipperwiese eine Landgemeinde im Kreis Greifenhagen im Regierungsbezirk Stettin in der preußischen Provinz Pommern des Deutschen Reichs. Es war Sitz des Amtsbezirks Nipperwiese. Zu der Gemeinde gehörten auch die Wohnplätze Schenksruh und Schöpfwerk. Im Jahr 1939 wurden in der Gemeinde 1363 Einwohner gezählt.
Nach Ende des Zweiten Weltkriegs wurde die Region von der Roten Armee besetzt. Nach Kriegsende wurde Nipperwiese zusammen mit Hinterpommern – mit Ausnahme militärischer Sperrgebiete – seitens der sowjetischen Besatzungsmacht der Volksrepublik Polen zur Verwaltung unterstellt. Bald danach begann  die Zuwanderung von Polen. Die Ortschaft wurde in  „Ognica“ umbenannt. In der Folgezeit wurde die einheimische Bevölkerung von der polnischen Administration aus der Region vertrieben.

## Sehenswürdigkeiten
- Dorfkirche, ein verputzter Findlingsbau, wohl nach 1600 errichtet

## Söhne und Töchter des Ortes
- Ernst Schneckenberg (1876–1945), deutscher Architekt und Kunstgewerbeschul-Dozent in Berlin
- Herbert Kaphengst (1898–?), deutscher Politiker (CDU), Landtagsabgeordneter in Mecklenburg-Vorpommern